# Fletcher-klass
Fletcher-klass var en amerikansk jagarklass som konstruerades för den amerikanska flottan under Andra världskriget. Totalt slutfördes konstruktionen av 175 fartyg mellan 3 mars 1941 och 22 februari 1945.
Med start 1961 såldes flera fartyg till andra nationer.

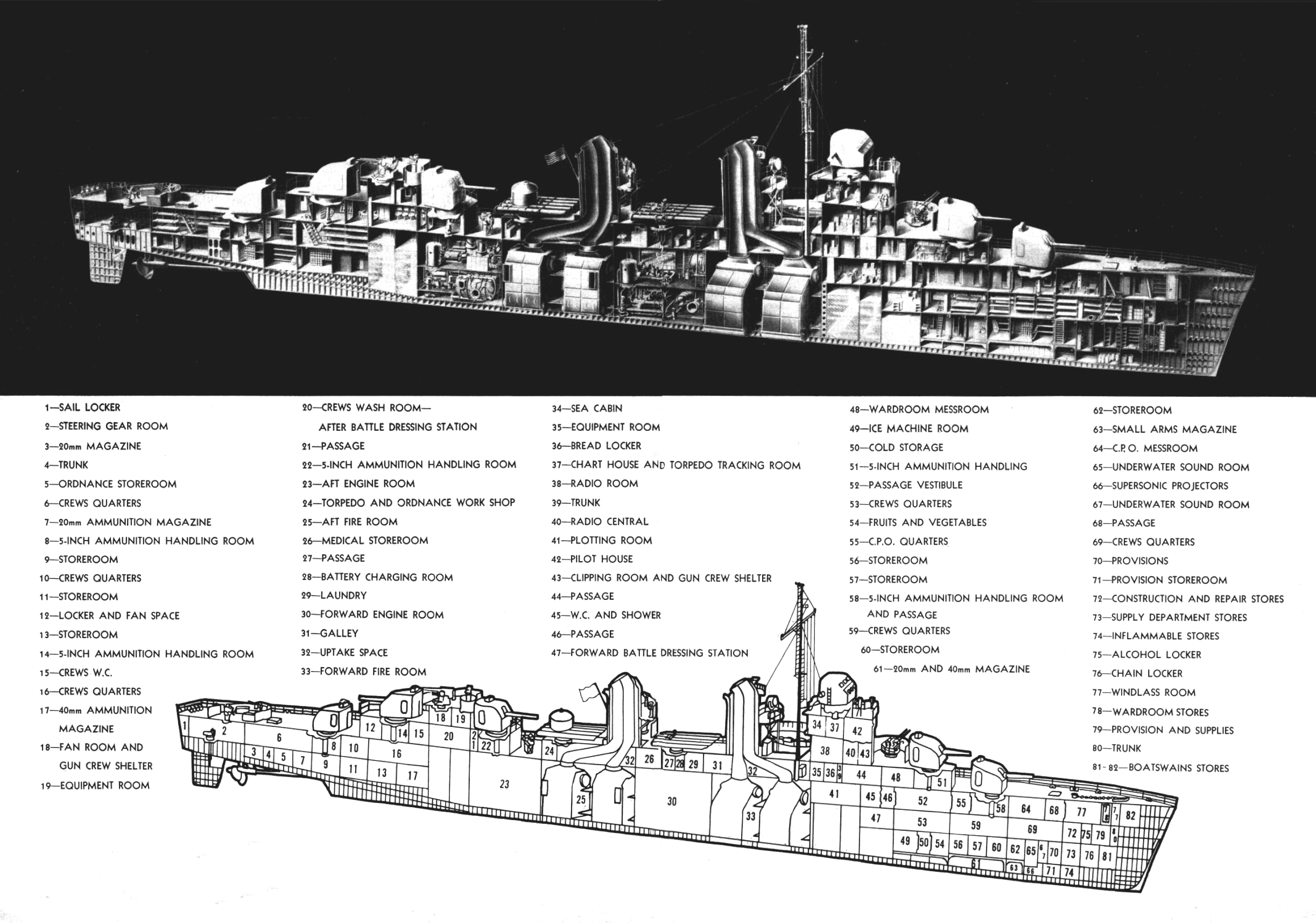
Schematisk översikt av fartygen.

## Bevarade fartyg

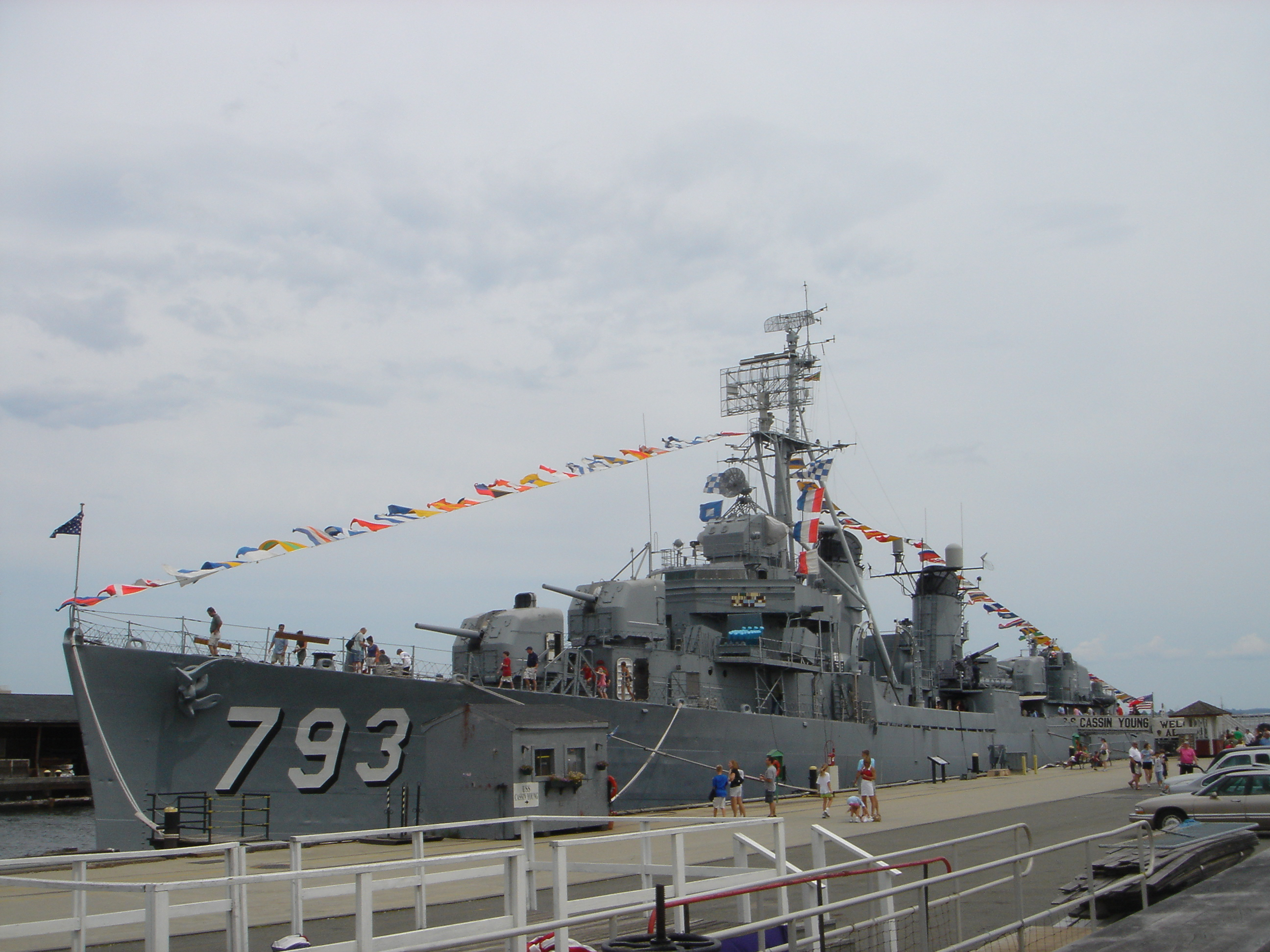
bevarat som museifartyg 2007

Fyra jagare av Fletcher klassen är bevarade som museifartyg, tre i USA och ett i Grekland, dock är det endast USS Kidd (DD-661) som bevarats i sin konfiguration från Andra världskriget.

### Fartyg
- USS The Sullivans (DD-537), i Buffalo, New York, USA
- USS Kidd (DD-661), i Baton Rouge, Louisiana, USA
- USS Cassin Young (DD-793), i Boston, Massachusetts, USA
- Velos (D16), in Palaió Fáliro, Grekland

### Webbkällor
- ”Fletcher Class Facts” (på engelska). http://www.ussbush.com/fletcher.htm. Läst 2 januari 2022.